# Jörn Hentschel
Jörn Hentschel (* 1969 in Ost-Berlin) ist ein deutscher Schauspieler.

## Leben
Hentschel studierte von 1988 bis 1990 für zwei Studienjahre Schauspiel an der Hochschule für Schauspielkunst „Ernst Busch“ in Ost-Berlin, die er jedoch ohne Diplom verließ. Er besuchte dann von 1993 bis 1996 die Schauspielschule „Der Kreis“ (Fritz-Kirchhoff-Schule), wo er 1995 die paritätische Bühnenreifeprüfung ablegte.
Er hatte anschließend von 1995 bis 2001 Theaterengagements in Magdeburg und Dresden an den Freien Kammerspielen Magdeburg (Städtisches Schauspiel) und am Theater Junge Generation (TJG) Dresden. In der Spielzeit 2001/02 trat er an den Kammerspielen Magdeburg als Redakteur Billing in Ibsens Ein Volksfeind auf. Es folgten Gastengagements und Stückverträge am Berliner Maxim Gorki Theater (2004; 2007–2009) und am bat-Studiotheater (2004; 2005–2006). 2006 gastierte er am Theater Luzern in Brecht/Weills Die Dreigroschenoper als Münz-Matthias und als Bettler Filch. Von 2008 bis 2010 spielte er am Deutschen Nationaltheater Weimar (Staatstheater Thüringen) den Vicomte de Valmont in Gefährliche Liebschaften und die Unterweltfigur Ficsur in Liliom. Weitere Theaterengagements hatte er in der Folgezeit am Ballhaus Ost (2012), am Schlosstheater Celle (2014) und beim französisch-deutschen Ensemble „EPIK Hotel“ in Strasbourg (2014–2015).
Er spielte im Verlaufe seiner Karriere außerdem an den Kammerspielen Paderborn, an der Volksbühne Berlin, am Volkstheater Rostock, am Kleist Theater Frankfurt/O. und am Saarländischen Staatstheater Saarbrücken.
Seit 2002 steht Hentschel regelmäßig auch für Film und Fernsehen vor der Kamera. Meist wird Hentschel hier in prägnanten Nebenrollen eingesetzt. In dem Kinofilm Rammbock (2010) hatte er eine Nebenrolle als Autofahrer Dominik. In der Fernsehserie Weissensee (2013) war er der Volkspolizist Volker Pohlmann. Im Berliner Tatort: Großer schwarzer Vogel (Erstausstrahlung: Februar 2014) spielte er den KTU-Mitarbeiter Tschernik. In dem Fernsehfilm Das Kloster bleibt im Dorf (Erstausstrahlung: September 2015) verkörperte er Ronald Tielsch, den Privatsekretär des Bischofs. In dem Fernsehfilm Mordkommission Berlin 1 (Erstausstrahlung 2015) hatte er die Rolle des Tierpflegers Arno. In der ZDF-Krimireihe Kommissarin Heller spielte er in dem Film Hitzschlag (Erstausstrahlung: Januar 2016) den in einer psychiatrischen Klinik arbeitenden Krankenpfleger Gert. In dem Fernsehfilm Lotta & der dicke Brocken (Erstausstrahlung: März 2016) war er der Speditionsfahrer Grabowski. In dem Theaterfilm Shakespeares letzte Runde (2016), in dem die Figuren aus Shakespeares Komödie Ein Sommernachtstraum in der Neuzeit zusammentreffen, verkörperte Hentschel die Figur des Zettel, einen der Kellner des Berliner Szene-Lokals The Globe.
Hentschel hatte außerdem Episodenrollen in den Fernsehserien SOKO Leipzig (2011), Letzte Spur Berlin (2015; als Umzugsunternehmer Dieter Simon), Alarm für Cobra 11 – Die Autobahnpolizei (2015; als Security-Mitarbeiter Bert Kosinski) und Der Staatsanwalt (2016; als Rechtsanwalt Jochen Hanke). Im Dezember 2016 war Hentschel in der ZDF-Krimiserie SOKO Stuttgart in einer Episodenhauptrolle zu sehen; er spielte Philipp Leutnant, den Anführer eine Gruppe von Preppern. Im Januar 2017 war er in der ZDF-Serie SOKO Leipzig erneut in einer Episodenrolle zu sehen; er spielte Dirk Blatter, einen Softwareingenieur in einem Forschungslabor für künstliche Intelligenz. Im April 2017 war er in der Krimiserie Alles Klara ebenfalls in einer Episodenrolle zu sehen; er spielte den tatverdächtigen Bauern Lüding.
In der ZDF-Fernsehserie Zarah – Wilde Jahre (Erstausstrahlung ab September 2017) hat Hentschel eine Serienhauptrolle; er spielt Dr. Wolfgang Schaffelgerber, den Politikchef der Illustrierten Relevant. In der 6. Staffel der ZDF-Serie Heldt (Ausstrahlung: 2018) war er der Duisburger Kriminalkommissar Erik Schubert. Im Weimarer Tatort: Die robuste Roswita (Erstausstrahlung: August 2018) verkörperte in einer handlungstragenden Rolle den tatverdächtigen Kartoffelbauer Thomas Halupczok, der mit dem Mordopfer persönliche und juristische Auseinandersetzungen hatte, und schließlich seiner Komplizin gegenüber den Mord gesteht. In der ab September 2018 neu im ZDF erstausgestrahlten TV-Serie SOKO Potsdam übernahm Hentschel eine Episodennebenrolle als Peter Berling; er spielte den Inhaber einer Reinigungsfirma, in der das Mordopfer beschäftigt war.
Hentschel ist Mitglied im Bundesverband Schauspiel (BFFS). Er lebt in Berlin.

## Filmografie (Auswahl)
- 2003: Wolffs Revier (Fernsehserie, Folge Venusfalle)
- 2003: Löwenzahn (Fernsehserie, Folge Peter kommt auf den Hund)
- 2003: Dr. Sommerfeld – Neues vom Bülowbogen (Fernsehserie, Folge Il dolce far niente)
- 2005: Tsunami
- 2010: Rammbock (Kino)
- 2011, 2017: SOKO Leipzig (Fernsehserie, verschiedene Rollen, 2 Folgen)
- 2012: Flemming (Fernsehserie, Folge Das Spiel der Füchse)
- 2013–2015: Weissensee (Fernsehserie, 2 Folgen)
- 2014: Tatort: Großer schwarzer Vogel (Fernsehreihe)
- 2015: Vorsicht vor Leuten
- 2015: Letzte Spur Berlin (Fernsehserie, Folge Sprachlos)
- 2015: Das Kloster bleibt im Dorf
- 2015: Alarm für Cobra 11 – Die Autobahnpolizei (Fernsehserie, Folge Space)
- 2015: Mordkommission Berlin 1
- 2015: Ein Mord mit Aussicht (Fernsehfilm)
- 2016: Kommissarin Heller – Hitzschlag (Fernsehreihe)
- 2016: Der Staatsanwalt (Fernsehserie, Folge Verfahrensfehler)
- 2016: Großstadtrevier (Fernsehserie, Folge Showdown im Revier)
- 2016: Lotta & der dicke Brocken (Fernsehreihe)
- 2016: Shakespeares letzte Runde
- 2016: Die Dasslers – Pioniere, Brüder und Rivalen (Fernsehzweiteiler)
- 2016: SOKO Stuttgart (Fernsehserie, Folge Bereit bis in den Tod)
- 2017: Alles Klara (Fernsehserie, Folge Multiresistent)
- 2017: Frau Temme sucht das Glück (Fernsehserie, Folge Der Bruch)
- 2017: Zarah – Wilde Jahre (Fernsehserie, 6 Folgen)
- 2017: Willkommen bei den Honeckers (Fernsehfilm)
- 2018: Tatort: Borowski und das Land zwischen den Meeren (Fernsehreihe)
- 2018: Heldt (Fernsehserie, Doppelfolge Dinner mit Verbrechen)
- 2018: Kommissar Dupin – Bretonisches Leuchten (Fernsehreihe)
- 2018: Tatort: Die robuste Roswita (Fernsehreihe)
- 2018: Morden im Norden (Fernsehserie, Folge Hinter der Fassade)
- 2018: SOKO Potsdam (Fernsehserie, Folge Ein dienstbarer Geist)
- 2018: Ostfriesenblut
- 2019: Die Drei von der Müllabfuhr – Dörte muss weg
- 2019: Beck is back! (Fernsehserie, Folge Die Lehrerin)
- 2019: Die Drei von der Müllabfuhr – Baby an Bord
- 2019: Tatort: Angriff auf Wache 08 (Fernsehreihe)
- 2019: Nur mit Dir zusammen (Fernsehfilm)
- 2019: Totgeschwiegen (Fernsehfilm)
- 2019: Der König von Köln (Fernsehfilm)
- 2020: SOKO Stuttgart (Fernsehserie, Folge Runde 12)
- 2020: Der Überläufer (Fernsehfilm)
- 2020: Die Drei von der Müllabfuhr – Mission Zukunft
- 2020: Die Drei von der Müllabfuhr – Kassensturz
- 2020: Helen Dorn: Kleine Freiheit (Fernsehreihe)
- 2021: SOKO Hamburg (Fernsehserie, Folge Engel in Weiß)
- 2021: SOKO Wismar (Fernsehserie, Folge Asche zu Asche)
- 2021: Die Drei von der Müllabfuhr – Die Streunerin (Fernsehreihe)
- 2021: Die Drei von der Müllabfuhr – Operation Miethai (Fernsehreihe)
- 2021: SOKO Köln (Fernsehserie, Folge Der Troll)
- 2021: Notruf Hafenkante (Fernsehserie, Folge Verraten und verkauft)
- 2022: Die Drei von der Müllabfuhr – Zu gut für die Tonne (Fernsehreihe)
- 2022: Die Drei von der Müllabfuhr – (K)eine saubere Sache (Fernsehreihe)
- 2022: Die Kanzlei (Fernsehserie, Folge Auf der Flucht)
- 2023: Nord Nord Mord (Fernsehreihe, Episode Sievers und die letzte Beichte)
- 2023: Tatort: Abbruchkante (Fernsehreihe)
- 2023: Tatort: Nichts als die Wahrheit (Fernsehreihe)
- 2023: SOKO Potsdam (Fernsehserie, Folge Kleinod)
- 2023: Die Drei von der Müllabfuhr – Altlasten (Fernsehreihe)
- 2023: Die Drei von der Müllabfuhr – Arbeit am Limit (Fernsehreihe)
- 2024: Mandat für Mai (Fernsehserie)
- 2024: Wilsberg: Blut geleckt (Fernsehreihe)
- 2024: Tatort: Unter Feuer (Fernsehreihe)
- 2025: Die Drei von der Müllabfuhr – Der Neue (Fernsehreihe)